# 焦国鼐
焦国鼐（1909年—1996年），男，山西广灵人，中华人民共和国政治人物。

## 生平
早年肄业于北平师范大学，后担任太原成成中学教员。此后历任察哈尔省财政厅厅长，北岳行署财政厅厅长。
中华人民共和国成立后，担任山西省财政厅厅长。后升任山西省人民委员会副省长，山西大学校长。